# Eria genuflexa
Eria genuflexa är en orkidéart som beskrevs av Johannes Jacobus Smith. Eria genuflexa ingår i släktet Eria och familjen orkidéer. Inga underarter finns listade i Catalogue of Life.